# Provinciale weg 556
De provinciale weg 556 (N556) is een provinciale weg in de Nederlandse provincie Limburg. De weg vormt een verbinding tussen Venlo via Sevenum naar de A73 bij Horst. Ter hoogte van het industrieterrein Trade Port West heeft de weg een aansluiting op de A67 richting Duisburg en Eindhoven.
De weg is uitgevoerd als tweestrooks-gebiedsontsluitingsweg met een maximumsnelheid van 80 km/h. Echter binnen de bebouwde kom (aangegeven door komborden) bedraagt de maximumsnelheid 50 km/h, tenzij anders aangegeven. De weg draagt in de gemeente Horst aan de Maas de namen Meldersloseweg, Stationsstraat (verwijzend naar station Horst-Sevenum aan de spoorlijn Eindhoven - Venlo), Horsterweg en Venloseweg. In de gemeente Venlo heet de weg over de gehele lengte Eindhovenseweg.
N62 · N69 · N251 · N252 · N253 · N254 · N255 · N256/A256 · N257 · N258 · N260 · N261 · N262 · N263 · N264 · N266 · N267 · N268 · N269 · N270/A270 · N271 · N272 · N273 · N274 · N275 · N276 · N277 · N278 · N279 · N280 · N281 · N282 · N283 · N284 · N285 · N286 · N287 · N288 · N289 · N290 · N291 · N292 · N293 · N294 · N295 · N296 · N296n · N297 · N298 · N300 · N321 · N322 · N324 · N329 · N389 · N394 · N395 · N396 · N397

N556 · N562 · N564 · N570 · N572 · N590 · N595 · N598 · N601 · N602 · N605 · N607 · N612 · N613 · N615 · N616 · N617 · N618 · N620 · N622 · N625 · N629 · N631 · N632 · N637 · N638 · N639 · N640 · N641 · N651 · N652 · N653 · N654 · N655 · N656 · N658 · N659 · N660 · N661 · N662 · N663 · N664 · N665 · N666 · N667 · N668 · N669 · N670 · N671 · N673 · N674 · N675 · N676 · N682 · N683 · N686 · N689 · N690 · N831 · N843

Voormalige provinciale wegen: N299 · N551 · N552 · N553 · N554 · N555 · N560 · N561 · N563 · N565 · N566 · N567 · N568 · N571 · N574 · N580 · N581 · N582 · N583 · N584 · N585 · N586 · N587 · N588 · N589 · N591 · N592 · N593 · N594 · N596 · N597 · N603 · N604 · N606 · N608 · N610 · N611 · N614 · N619 · N621 · N623 · N624 · N626 · N628 · N630 · N634 · N642 · N657